# Dušan Vlahović
Dušan Vlahović (Belgrado, Serbia, 28 de enero de 2000) es un futbolista serbio que juega como delantero en la Juventus F. C. de la Serie A.

## Trayectoria
Dušan se unió a las juveniles del Partizán Belgrado en el año 2014, y apenas un año después se convirtió en el jugador más joven en firmar un contrato profesional con el conjunto serbio.
Para la segunda mitad de la temporada 2015-16, el técnico Ivan Tomić lo descendió al tercer equipo. Debutó como profesional el 21 de febrero de 2016, en la fecha 23 de la Superliga, ingresando en el minuto 70 frente al OFK Belgrado que perdieron por 2-1. Con 16 años y 22 días, se convirtió en el jugador más joven en jugar un partido de la historia del Partizán.
Del mismo modo, en la jornada siguiente, se convirtió en el debutante más joven de la historia del «derbi eterno» ante el Estrella Roja, al ingresar en el minuto 53 ante más de 25 000 espectadores. También tuvo su oportunidad en la Copa de Serbia, donde debutó el 2 de marzo en cuartos de final contra el Radnički Niš, equipo al que derrotaron 2-0. Su primer gol se produjo el 2 de abril, en la jornada 28 del torneo doméstico, ante el Radnik Surdulica. Vlahović ingresó para jugar la segunda mitad del encuentro, con el marcador 0-2 en contra, pero su tanto, en el minuto 54, fue el preludio de la remontada final para ganar por 3-2. Con 16 años y 65 días, fue de nuevo el goleador más joven de la historia del club.
Tuvo otras destacadas actuaciones que llevaron al equipo a clasificar para la final de Copa, la cual fue disputada el 11 de mayo ante el FK Javor. Dušan, suplente de inicio, ingresó en el minuto 72 con el partido 1-0 a favor, y en el minuto 97 convirtió su tercer gol como profesional y sentenció el triunfo y título de la copa nacional. En el campeonato liguero finalizaron como subcampeones tras el Estrella Roja.
En su primera temporada, Vlahović jugó 18 partidos, anotó 1 gol y no brindó asistencias.

### Italia
El 1 de julio de 2016 se hizo oficial su fichaje por el ACF Fiorentina a cambio de un millón de euros. Durante la temporada 18-19 participó principalmente en el equipo sub-19 anotando un total de 2 goles. También participó en 10 partidos con el primer equipo pero no anotó ningún tanto.
Como parte del primer equipo en el curso siguiente, partió de suplente de Federico Chiesa y el francés Franck Ribéry, quien llegó procedente del Bayern de Múnich. Disputó un total de 34 partidos entre Liga y Copa en los que anotó ocho goles, y con la salida a comienzos de la temporada 2020-21 de Chiesa, como una de las mayores promesas del fútbol italiano a su máximo rival, la Juventus de Turín, Vlahović fue el delantero centro titular del equipo pese a su juventud. Mejoró los registros de Chiesa, anotando 21 goles en 40 encuentros, y fue pretendido por numerosos clubes del continente europeo. La prensa italiana comenzó a elogiar al delantero de Florencia, ciudad donde militaron grandes arietes del fútbol mundial, y a asemejarlo con uno de los grandes ídolos del club, Gabriel Batistuta. No en vano, en el transcurso del año natural 2021 sus registros goleadores únicamente fueron superados por los de Robert Lewandowski, vigente Bota de Oro. Pese a ser el ídolo del club, rechazó las ofertas de renovación en vistas a un más que probable traspaso antes de 2023, fecha del fin de su contrato con «los viola», y fue señalado como una de las perlas del momento:

«Fisico esplosivo, tiro formidabile: Vlahovic sembra Batistuta»
La Gazzetta dello Sport. 22 de noviembre de 2021.

«Una cosa de la comparación es evidente. Saben dónde está la portería la portería sin mirar. Eso es algo innato. Podrían marcar con los ojos cerrados. Vlahovic, contra el Milan, marcó un gol muy de “Bati”».
«No sé por dónde pasa su futuro, pero está destinado a tener una gran carrera por la pasión y el 'hambre' con la que se entrena y juega. Cada vez que sale al campo lo hace concentrado y pensando en la Fiorentina»
Francesco Baiano, exfiorentino y Vincenzo Italiano, su entrenador.

«Teniendo su edad diría que vale más de 100 millones», «Podría ser titular en cualquier equipo de Europa», «En el Bayern marcaría 30 goles fácil»", «Para mí, después de Haaland, está Vlahovic»
Opiniones de los exfutbolistas Giaccherini, Montolivo, Vieri y Ventola.

El club no pudo retenerlo por mucho más tiempo y el 28 de enero de 2022 fue traspasado a la Juventus de Turín. Debutó el 6 de febrero y tardó doce minutos en marcar su primer gol como bianconero, más tiempo del que necesitó para estrenarse en la Liga de Campeones de la UEFA, ya que vio puerta a los 32 segundos de su primera aparición en la competición.
El 7 de mayo de 2023 fue víctima de ataques xenófobos durante un partido contra el Atalanta B. C. y recibió el apoyo de Gianni Infantino, presidente de la FIFA. Doce meses después, ante este mismo equipo, anotó el único tanto de la final de la Copa Italia que servía para que la Juventus ganara un título tras tres años sin lograrlo.
En la temporada 2024-25 fue el máximo goleador del equipo con diecisiete goles y dio cinco asistencias en 44 partidos disputados.

## Selección nacional
Tras haber sido internacional en categorías inferiores, el 11 de octubre de 2020 debutó con la selección absoluta de Serbia en un partido de la Liga de Naciones de la UEFA 2020-21 ante Hungría que perdieron por 0-1.

### Participaciones en Copas del Mundo
| Mundial                        | Sede  | Resultados   | Partidos | Goles |
| ------------------------------ | ----- | ------------ | -------- | ----- |
| Copa Mundial de Fútbol de 2022 | Catar | Primera fase | 2        | 1     |

### Participaciones en Eurocopas
| Copa          | Sede     | Resultado    | Partidos | Goles |
| ------------- | -------- | ------------ | -------- | ----- |
| Eurocopa 2024 | Alemania | Primera fase | 3        | 0     |

## Estadísticas

### Clubes
Actualizado al 26 de junio de 2025.
| Club                    | Div.          | Temporada     | Liga  | Liga  | Copas nacionales | Copas nacionales | Copas internacionales | Copas internacionales | Total | Total | Media goleadora |
| Club                    | Div.          | Temporada     | Part. | Goles | Part.            | Goles            | Part.                 | Goles                 | Part. | Goles | Media goleadora |
| ----------------------- | ------------- | ------------- | ----- | ----- | ---------------- | ---------------- | --------------------- | --------------------- | ----- | ----- | --------------- |
| F. K. Partizan Serbia   | 1.ª           | 2015-16       | 14    | 1     | 4                | 2                | —                     | —                     | 18    | 3     | 0.17            |
| F. K. Partizan Serbia   | 1.ª           | 2016-17       | 7     | 0     | 1                | 0                | 1                     | 0                     | 9     | 0     | 0               |
| F. K. Partizan Serbia   | Total club    | Total club    | 21    | 1     | 5                | 2                | 1                     | 0                     | 27    | 3     | 0.11            |
| ACF Fiorentina · Italia | 1.ª           | 2018-19       | 10    | 0     | 0                | 0                | —                     | —                     | 10    | 0     | 0               |
| ACF Fiorentina · Italia | 1.ª           | 2019-20       | 30    | 6     | 4                | 2                | —                     | —                     | 34    | 8     | 0.24            |
| ACF Fiorentina · Italia | 1.ª           | 2020-21       | 37    | 21    | 3                | 0                | —                     | —                     | 40    | 21    | 0.53            |
| ACF Fiorentina · Italia | 1.ª           | 2021-22       | 21    | 17    | 3                | 3                | —                     | —                     | 24    | 20    | 0.83            |
| ACF Fiorentina · Italia | Total club    | Total club    | 98    | 44    | 10               | 5                | 0                     | 0                     | 108   | 49    | 0.45            |
| Juventus F. C. · Italia | 1.ª           | 2021-22       | 15    | 7     | 4                | 1                | 2                     | 1                     | 21    | 9     | 0.43            |
| Juventus F. C. · Italia | 1.ª           | 2022-23       | 27    | 10    | 2                | 0                | 13                    | 4                     | 42    | 14    | 0.33            |
| Juventus F. C. · Italia | 1.ª           | 2023-24       | 33    | 16    | 5                | 2                | —                     | —                     | 38    | 18    | 0.47            |
| Juventus F. C. · Italia | 1.ª           | 2024-25       | 29    | 10    | 3                | 1                | 12                    | 6                     | 44    | 17    | 0.39            |
| Juventus F. C. · Italia | Total club    | Total club    | 104   | 43    | 14               | 4                | 27                    | 11                    | 145   | 58    | 0.4             |
| Total carrera           | Total carrera | Total carrera | 223   | 88    | 29               | 11               | 28                    | 11                    | 280   | 110   | 0.39            |
| 1. 2. 3.                |               |               |       |       |                  |                  |                       |                       |       |       |                 |

## Palmarés

### Títulos nacionales
| Título              | Club           | País   | Año  |
| ------------------- | -------------- | ------ | ---- |
| Copa de Serbia      | F. K. Partizan | Serbia | 2016 |
| Superliga de Serbia | F. K. Partizan | Serbia | 2017 |
| Copa de Serbia      | F. K. Partizan | Serbia | 2017 |
| Copa Italia         | Juventus F. C. | Italia | 2024 |

### Distinciones individuales
| Distinción                                                      | Año  |
| --------------------------------------------------------------- | ---- |
| Parte de los 100 mejores jugadores del mundo según The Guardian | 2022 |
| Jugador del mes de enero de la Serie A                          | 2024 |